# Neilas Katinas
Neilas Katinas  (Klaipėda, Unión Soviética actual Lituania 13 de noviembre de 1969) es un bailarín y jurado de programas de televisión, de origen lituano/alemán radicado en Chile. Además es diplomado en coreografía de la Universidad de Lituania. Como bailarín ha participado en varios campeonatos de baile logrando ganar primer lugar en 1999 y campeón de la Copa Europa en la misma categoría los años 1998 y 1999.

## Biografía

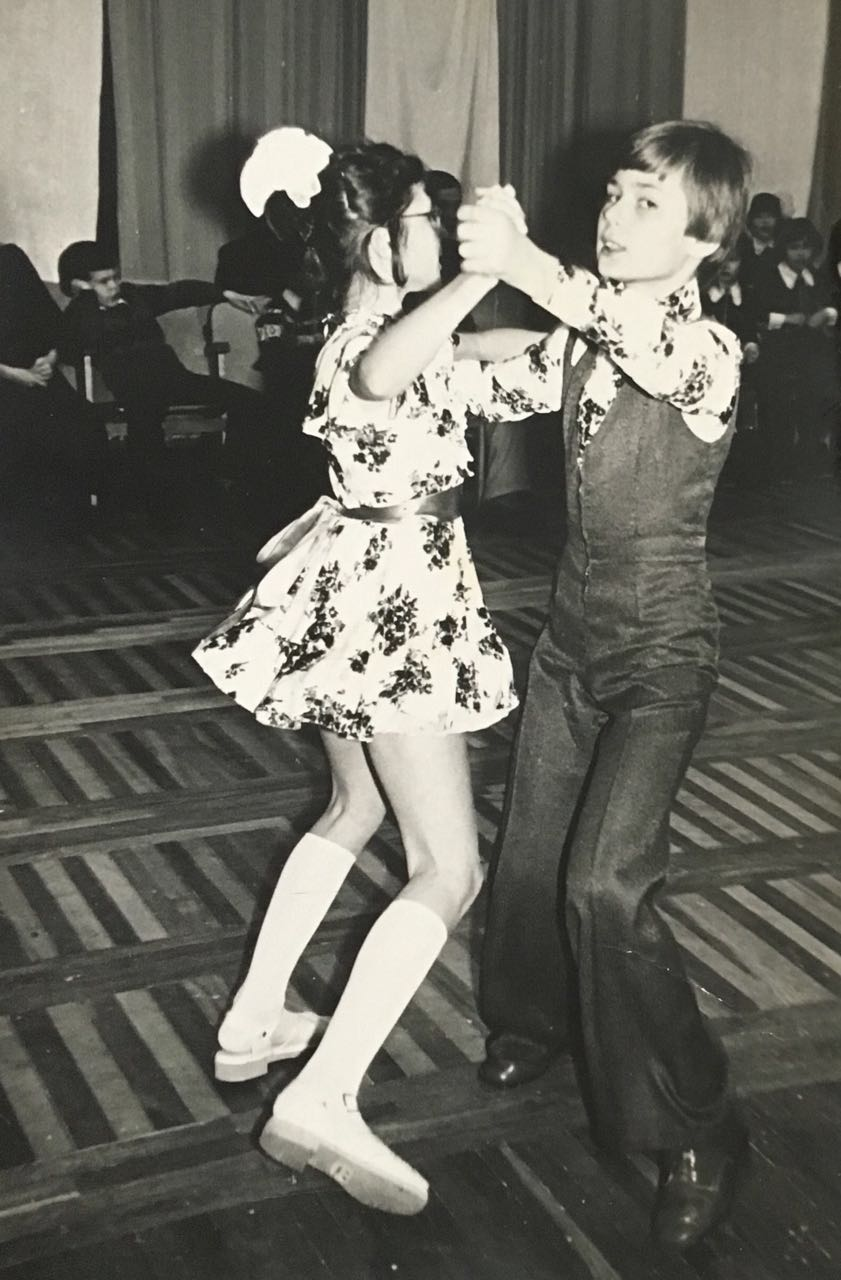
Neilas en su primera participación en una competencia de baile

Nació en Klaipėda, hijo de Broniaus Katinas y Vida Katiniene, es el mayor de dos hermanos. Fue a primaria en el año 1976 a la escuela número 22 de Klaipėda realizando sus primeros ocho años de estudio. Neilas desde pequeño tuvo interés en el baile aprendiendo sus primeros pasos gracias a su profesora de primaria. Sus estudios secundarios los realizó también en la misma escuela, finalizando en el año 1987. Su primera competencia, fue en Lituania a la edad de 7 años, descubriendo su pasión por el baile.
Neilas llega a Chile en 2012, en octubre de 2018, abre en Santiago de Chile su academia Let's Dance by Neilas; Sin embargo, debe cerrarla momentáneamente por la Crisis Social y luego la Pandemia Covid19 que sacude a todo el mundo. En noviembre del 2021 reabre "Let's Dance by Neilas", dando un vuelco a la Academia, reinventando el concepto de "CLUB SOCIAL", en conjunto con el Hotel Director, Vitacura, da clases de Ballroom Social, resultando un exitoso proyecto que mezcla Danza, Relaciones Sociales y Entretenimiento.

## Estudios
A la edad de 17 años entró a la Universidad de Lituania en la facultad de Klaipėda en la especialidad de coreografía, una carrera de cinco años. Finalizó sus estudios en el año 1993 y una vez ya titulado se trasladó a Alemania a la ciudad Tübingen a ejercer como profesor de baile.

## Campeonato mundial de Ballroom
Antes de ir a estudiar a la Universidad de Lituania participó en campeonatos locales de Lituania y la Unión Soviética, destacando en su participación, resultando Subcampeón en el torneo de Lituania.
Posteriormente se mudó a Alemania para participar en los campeonatos locales para posteriormente calificar a los campeonatos mundiales.
Una vez calificado participó en cuatro campeonatos mundiales de ballroom entre los años 1996 y 1999 resultando en el año 1996 tercer lugar, en los campeonatos de 1997 y 1998 resultó subcampeón, finalmente en el año 1999 en la ciudad de Riga en Letonia, resultó campeón mundial en la categoría de 10 bailes.

## Carrera profesional

### Baile
Neilas, durante muchos años participó y posteriormente cuando logró su título de coreógrafo, se convirtió en co-entrenador del equipo llamado "Zuvedra" de Lituania, este equipo logró ser ocho veces campeón del mundo en la categoría, "Baile de formación latino" en los campeonatos de la misma categoría.
- Presentación del grupo Zuvedra - James Bond
- Presentación del grupo Zuvedra - Brasil

#### Participación en Campeonatos internacionales
| Participación                | Categoría      | Ciudad                           | Fecha                   | Lugar    |
| ---------------------------- | -------------- | -------------------------------- | ----------------------- | -------- |
| Copa Europea                 | 10 Bailes      | Szombathely - Hungría            | 10 de junio de 1995     | 1° Lugar |
| Campeonato Mundial           | 10 Bailes      | Wettingen - Suiza                | 18 de mayo de 1996      | 3° Lugar |
| Copa Europea                 | 10 Bailes      | Schladming - Austria             | 13 de julio de 1996     | 2° Lugar |
| Campeonato de Europa Central | Baile Latino   | Ústi nad Labem - República Checa | 23 de noviembre de 1996 | 2° Lugar |
| French Open IDSF             | Baile Latino   | Le Cannet - Francia              | 29 de marzo de 1997     | 2° Lugar |
| Copa Mundial                 | 10 Bailes      | Púchov - Eslovaquia              | 12 de diciembre de 1997 | 2° Lugar |
| Copa Mundial                 | Baile Latino   | Moscú - Rusia                    | 20 de diciembre de 1997 | 2° Lugar |
| Campeonato Mundial           | 10 Bailes      | Hilleroed - Dinamarca            | 16 de mayo de 1998      | 2° Lugar |
| Austrian Open IDSF           | Baile Latino   | Viena - Austria                  | 21 de noviembre de 1998 | 1° Lugar |
| Bratislava Open IDSF         | Baile Latino   | Bratislava - Eslovaquia          | 22 de noviembre de 1998 | 2° Lugar |
| Copa Europea                 | 10 bailes      | Vilnius - Lituania               | 10 de octubre de 1998   | 1° Lugar |
| Snowball Classic IDSF        | Baile Standart | Vancouver - Canadá               | 6 de febrero de 1999    | 3° lugar |
| Campeonato Mundial           | 10 Bailes      | Riga - Letonia                   | 15 de mayo de 1999      | 1° Lugar |
| Swiss InterCup IDSF          | Baile Latino   | Zúrich - Suiza                   | 30 de octubre de 1999   | 3° Lugar |

#### Participación en Campeonatos locales
| Participación          | Categoría | Año                       | Lugar   |
| ---------------------- | --------- | ------------------------- | ------- |
| Campeonato de Alemania | 10 Bailes | 1996 - 1997 - 1998 - 1999 | 1 Lugar |

### Televisión
En noviembre de 2015 los ejecutivos de Canal 13 se contactaron con Neilas para ofrecerle que participara en un programa piloto, posteriormente en 2016 fue contratado por Canal 13 para que ejerciera como jurado en el programa Bailando.
En septiembre de 2016 grabó The Switch II de Mega, en el cual  es invitado como jurado de baile para un capítulo. También participa del programa Mi Causa Mi Mega del mismo canal, dando la batalla a la gordura por medio del baile y así evitar el sedentarismo.
En el año 2017 Chilevisión lo invita como preparador del programa Imparables, ganando dicho programa junto a su Equipo Neilas.
En 2018 es contratado por Televisión Nacional de Chile para ser jurado de la nueva versión del programa buscatalentos Rojo Siendo el único jurado que estuvo presente en las 4 temporadas del programa de TVN.
En 2021, se mueve a Canal 13 para ser Jurado BAR del programa "Bailando por un sueño".
Este año 2022, continua en Canal 13, siendo parte del Jurado del programa "Aquí se baila".

#### Programas de televisión
| Programa                   | Rol                      | Canal       | Año       |
| -------------------------- | ------------------------ | ----------- | --------- |
| Bailando                   | Jurado                   | Canal 13    | 2016      |
| The Switch II              | Jurado Invitado de Baile | Mega        | 2016      |
| Mi causa Mi Mega           | Invitado                 | Mega        | 2016      |
| Imparables                 | Jurado                   | Chilevisión | 2017      |
| Rojo: El Color del Talento | Jurado                   | TVN         | 2018-2019 |
| Bailando por un sueño      | Jurado                   | Canal 13    | 2021      |
| Aquí se baila              | Jurado                   | Canal 13    | 2022      |

## Premios y nominaciones
| Premio                 | Entidad              | Ciudad | Año  |
| ---------------------- | -------------------- | ------ | ---- |
| Silbernes Lorbeerblatt | Gobierno de Alemania | Berlín | 1999 |

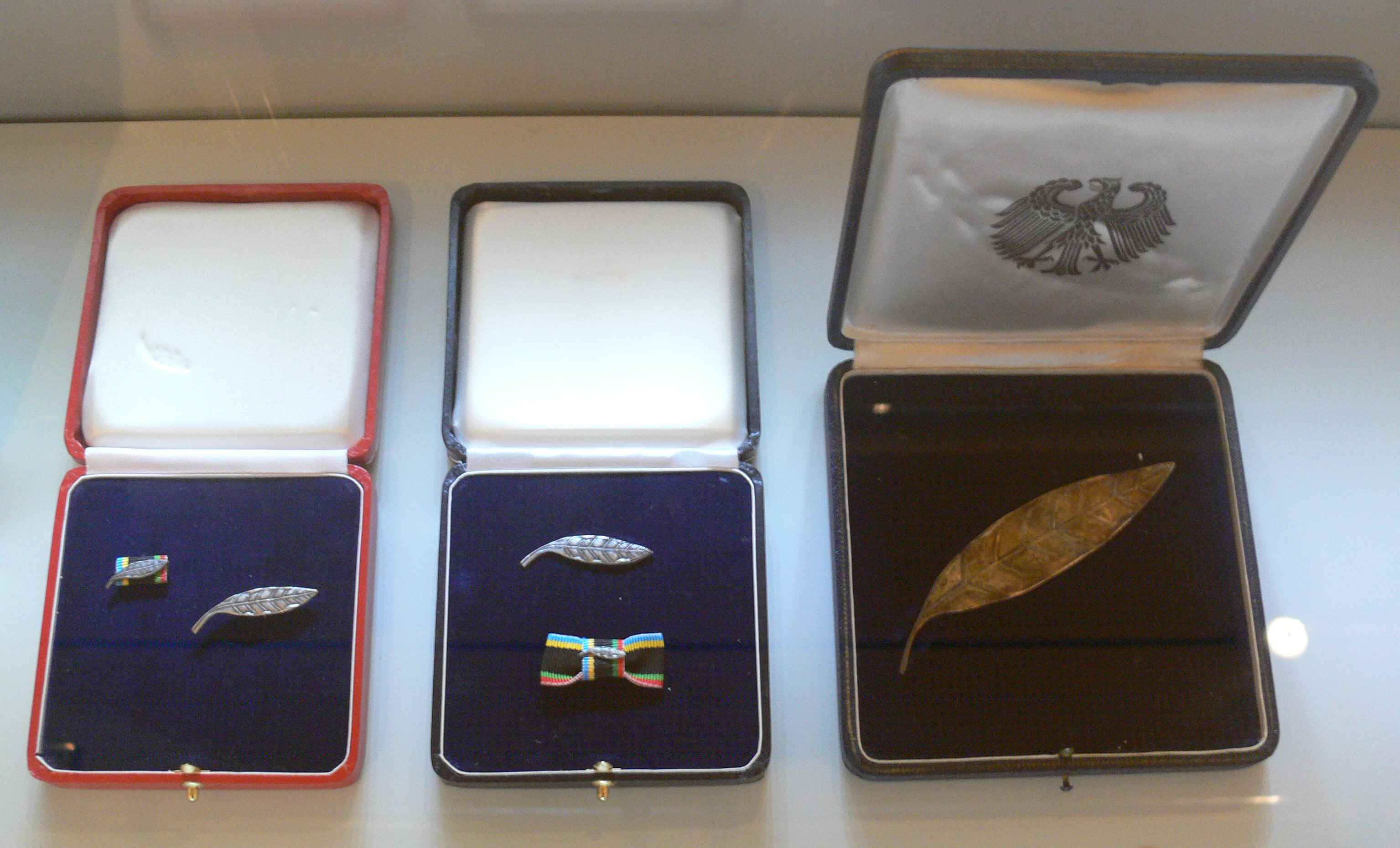
Silbernes Lorbeerblatt

Neilas recibió el premio Silbernes Lorbeerblatt de parte del ministro de relaciones exteriores de Alemania en el año 1999.
Este premio es el más alto reconocimiento deportivo en Alemania, fue dotado el 23 de junio de 1950 por el presidente alemán Theodor Heuss . Se concede a los atletas y equipos de carácter ejemplar que han condecorados a los Juegos Olímpicos y Paralímpicos , ganado importantes títulos internacionales como el fútbol Copa del Mundo , o colocado varias veces en los campeonatos internacionales.